# Länscellfängelset i Östersund
Länscellfängelset i Östersund var ett cellfängelse i Östersund som togs i bruk i november 1861. 
Det ersatte Jämtlands länshäkte, som låg i ett trähus vid Stortorget. 
Fängelset hade genom åren flera namn, till exempel "Länsfängelset i Östersund", "Kronohäktet" (1911) och "Rannsakningshäktet" (1941). Sitt sista namn fick det  1946, "Fångvårdsanstalten i Östersund".

## Byggnaden
Fängelset uppfördes vid Prästgatans början i korsningen med gränden ner mot Storsjön, som då fick namnet Cellgränd, vilket 1928 ändrades till Fältjägargränd efter det närliggande Jämtlands fältjägarregemente.
Byggnaden ritades av Theodor Anckarsvärd enligt det då moderna fängelsesystemet, Philadelphiasystemet. 
Det var till utseendet likt andra enrumsfängelser som uppfördes vid denna tid, under den fängelsereform som hade beslutats vid 1844 års riksdag. Fängelset hade tre våningar med 34 celler, bostad för föreståndare och lokaler för ekonomi och administration samt vaktrum. Byggnadskostnaden var 82 000 kronor. 
Vid en reform 1911 ändrades beteckningen på de mindre länscellfängelserna, däribland Östersunds, till kronohäkte. År 1925 utvidgades föreståndarbostaden på bekostnad av ett antal celler. I början av 1930-talet installerades även värmeledning.
Fängelset lades ned i september 1969 och revs i februari 1970, trots att det hade förklarats som byggnadsminne år 1935.

### Webbkällor
- "Cellfängelset" från Föreningen Gamla Östersund